# West Point, New York
West Point är ett federalt militärreservat i delstaten New York, USA. Den är belägen norr om byn Highland Falls i Orange County. Befolkningen uppmättes år 2000 till 7 138 invånare.
Här finns bland annat United States Military Academy, grundad 1802.

## Sport
- Världsmästerskapen i orientering 1993 anordnades här.[1]

### Fotnoter
1. ↑  ”World Orienteering Championships 1993” (på engelska). http://orienteering.org/events/?event_id=29. Läst 20 augusti 2012.